# Thun (district)
Verwaltungskreis Thun (Frans:Thoune) is een district in het kanton Bern met hoofdplaats Thun. Het district omvat 35 gemeenten op 321,90 km².

## Geschiedenis
Bij de herindeling van het kanton Bern in 2010 is het district gevormd uit het toenmalige district Thun en delen van de toenmalige districten Niedersimmental en Seftigen.

## Gemeenten
De volgende gemeenten maken deel uit van het district.
| Wapen                  | Gemeentenaam           | Inwoners (x) | Oppervlakte (km²) |
| ---------------------- | ---------------------- | ------------ | ----------------- |
| Amsoldingen            | Amsoldingen            | 786          | 4,70              |
| Blumenstein            | Blumenstein            | 1.163        | 15,52             |
| Buchholterberg         | Buchholterberg         | 1.544        | 15,33             |
| Burgistein             | Burgistein             | 1.019        | 7,53              |
| Eriz                   | Eriz                   | 485          | 21,78             |
| Fahrni                 | Fahrni                 | 811          | 6,67              |
| Forst-Längenbühl       | Forst-Längenbühl       | 766          | 4,50              |
| Gurzelen               | Gurzelen               | 809          | 4,54              |
| Heiligenschwendi       | Heiligenschwendi       | 693          | 5,55              |
| Heimberg               | Heimberg               | 6.585        | 5,42              |
| Hilterfingen           | Hilterfingen           | 4.058        | 2,83              |
| Höfen bei Thun         | Höfen                  | x            | 4,62              |
| Homberg                | Homberg                | 510          | 6,51              |
| Horrenbach-Buchen      | Horrenbach-Buchen      | 251          | 20,43             |
| Kienersrüti            | Kienersrüti            | 50           | 0,74              |
| Niederstocken          | Niederstocken          | x            | 5,47              |
| Oberhofen am Thunersee | Oberhofen am Thunersee | 2.389        | 2,72              |
| Oberlangenegg          | Oberlangenegg          | 473          | 9,12              |
| Oberstocken            | Oberstocken            | x            | 4,12              |
| Pohlern                | Pohlern                | 261          | 9,89              |
| Reutigen               | Reutigen               | 966          | 11,26             |
| Schwendibach           | Schwendibach           | 243          | 1,50              |
| Seftigen               | Seftigen               | 2.221        | 3,89              |
| Sigriswil              | Sigriswil              | 4.676        | 55,41             |
| Steffisburg            | Steffisburg            | 15.585       | 13,35             |
| Teuffenthal            | Teuffenthal            | 163          | 4,52              |
| Thierachern            | Thierachern            | 2.460        | 7,51              |
| Thun                   | Thun                   | 42.929       | 21,57             |
| Uebeschi               | Uebeschi               | 664          | 4,40              |
| Uetendorf              | Uetendorf              | 5.967        | 10,15             |
| Unterlangenegg         | Unterlangenegg         | 920          | 6,80              |
| Uttigen                | Uttigen                | 1.845        | 3,04              |
| Wachseldorn            | Wachseldorn            | 237          | 3,52              |
| Wattenwil              | Wattenwil              | 2.765        | 14,54             |
| Zwieselberg            | Zwieselberg            | 289          | 2,45              |
|                        | Totaal (35)            | x            | 321,90            |

Bern-Mittelland · Biel/Bienne · Emmental · Frutigen-Niedersimmental · Interlaken-Oberhasli · Jura bernois · Oberaargau · Obersimmental-Saanen · Seeland · Thun